# Polisportiva Sassari Torres 1994-1995
Questa pagina raccoglie le informazioni riguardanti la Polisportiva Sassari Torres nelle competizioni ufficiali della stagione 1994-1995.

## Rosa
| N. |                   | Ruolo | Calciatore         |
| -- | ----------------- | ----- | ------------------ |
|    | Italia (bandiera) | C     | Marco Asara        |
|    | Italia (bandiera) | C     | Fabio Chessa       |
|    | Italia (bandiera) | C     | Giovanni Costa     |
|    | Italia (bandiera) | A     | Massimo De Angelis |
|    | Italia (bandiera) | D     | Giovanni Di Rocco  |
|    | Italia (bandiera) | C     | Michele Fini       |
|    | Italia (bandiera) | D     | Gennaro Fragliasso |
|    | Italia (bandiera) | C     | Alessandro Frau    |
|    | Italia (bandiera) | D     | Marco Giampietro   |
|    | Italia (bandiera) | A     | Renato Greco       |
|    | Italia (bandiera) | C     | Cristiano Lai      |
|    | Italia (bandiera) | A     | Roberto Manca      |

| N. |                   | Ruolo | Calciatore        |
| -- | ----------------- | ----- | ----------------- |
|    | Italia (bandiera) | D     | Massimo Mariani   |
|    | Italia (bandiera) | C     | Riccardo Masia    |
|    | Italia (bandiera) | C     | Walter Mazzarri   |
|    | Italia (bandiera) | C     | Liborio Mirisola  |
|    | Italia (bandiera) | C     | Massimiliano Pani |
|    | Italia (bandiera) | P     | Michele Pintauro  |
|    | Italia (bandiera) | D     | Antonio Podda     |
|    | Italia (bandiera) | D     | Piero Rotondi     |
|    | Italia (bandiera) | P     | Fabio Sechi       |
|    | Italia (bandiera) | D     | Gabriele Setti    |
|    | Italia (bandiera) | C     | Antonio Talevi    |

## Risultati

### Campionato

#### Girone di andata
| 4 settembre 1994 1ª giornata | Solbiatese | 1 – 2 | Torres |  |

| 11 settembre 1994 2ª giornata | Torres | 3 – 1 | Cremapergo |  |

| 18 settembre 1994 3ª giornata | Lecco | 4 – 0 | Torres |  |

| 25 settembre 1994 4ª giornata | Torres | 4 – 4 | Pro Vercelli |  |

| 2 ottobre 1994 5ª giornata | Saronno | 2 – 3 | Torres |  |

| 9 ottobre 1994 6ª giornata | Torres | 0 – 1 | Novara |  |

| 16 ottobre 1994 7ª giornata | Olbia | 0 – 1 | Torres |  |

| 23 ottobre 1994 8ª giornata | Aosta | 2 – 2 | Torres |  |

| 30 ottobre 1994 9ª giornata | Torres | 0 – 0 | Valdagno |  |

| 6 novembre 1994 10ª giornata | Trento | 0 – 0 | Torres |  |

| 13 novembre 1994 11ª giornata | Torres | 0 – 1 | Centese |  |

| 20 novembre 1994 12ª giornata | Tempio | 2 – 0 | Torres |  |

| 27 novembre 1994 13ª giornata | Torres | 0 – 2 | Legnano |  |

| 4 dicembre 1994 14ª giornata | Varese | 0 – 0 | Torres |  |

| 11 dicembre 1994 15ª giornata | Torres | 0 – 1 | Lumezzane |  |

| 18 dicembre 1994 16ª giornata | Torres | 0 – 0 | Brescello |  |

| 23 dicembre 1994 17ª giornata | Pavia | 1 – 1 | Torres |  |

#### Girone di ritorno
| 15 gennaio 1995 18ª giornata | Torres | 1 – 0 | Solbiatese |  |

| 22 gennaio 1995 19ª giornata | Cremapergo | 0 – 2 | Torres |  |

| 29 gennaio 1995 20ª giornata | Torres | 1 – 0 | Lecco |  |

| 12 febbraio 1995 21ª giornata | Pro Vercelli | 1 – 0 | Torres |  |

| 26 febbraio 1995 22ª giornata | Torres | 0 – 2 | Saronno |  |

| 5 marzo 1995 23ª giornata | Novara | 1 – 1 | Torres |  |

| 12 marzo 1995 24ª giornata | Torres | 1 – 0 | Olbia |  |

| 19 marzo 1995 25ª giornata | Torres | 1 – 0 | Aosta |  |

| 26 marzo 1995 26ª giornata | Valdagno | 2 – 2 | Torres |  |

| 2 aprile 1995 27ª giornata | Torres | 1 – 1 | Trento |  |

| 9 aprile 1995 28ª giornata | Centese | 2 – 1 | Torres |  |

| 15 aprile 1995 29ª giornata | Torres | 0 – 0 | Tempio |  |

| 23 aprile 1995 30ª giornata | Legnano | 1 – 0 | Torres |  |

| 30 aprile 1995 31ª giornata | Torres | 4 – 0 | Varese |  |

| 7 maggio 1995 32ª giornata | Lumezzane | 1 – 1 | Torres |  |

| 14 maggio 1995 33ª giornata | Brescello | 1 – 0 | Torres |  |

| 21 maggio 1995 34ª giornata | Torres | 0 – 0 | Pavia |  |